# 體育迷

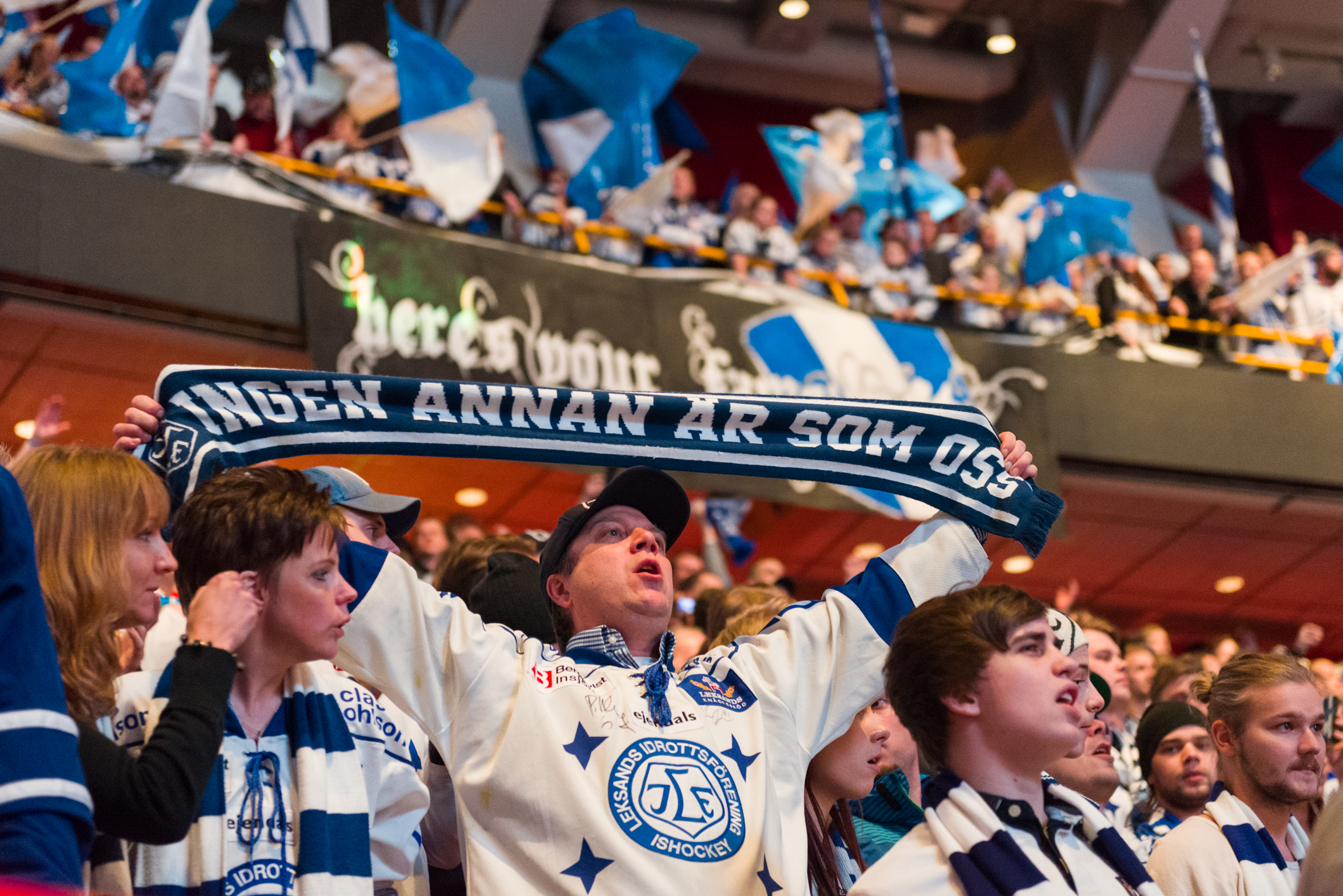
瑞典冰球队莱克桑冰球俱乐部的支持者

体育迷指的是体育粉絲文化。（p. 311）
体育迷文化是19世纪末期一个重要的文化现象，随着体育的商业化和全球化发展，塑造了现代娱乐和社会身份。粉丝们可以通过多种方式参与，包括参加现场活动、观看转播、参与在线讨论以及组建围绕特定的体育项目或队伍的专门社区。虽然历史上的体育迷阶级通常与工人阶级相关，但如今体育迷群体已经遍及不同的社会阶级，媒体的可及性和现场观看费用涨价等因素影响着参与模式。体育迷的性质因地区和体育项目的不同而有所变化，既包括像足球和篮球这样的团队项目，也包括像拳击和网球这样的个人项目。忠实的体育粉丝通常对自己支持的队伍或运动员的成败投入强烈的情感。

## 历史
体育迷文化起源于19世纪末，最初作为流行于工人阶级中的一种娱乐方式，在20世纪被广为普及，现已经成为一种重要的现代次文化。（p. 311, 314）它经历许多变化；例如，不同的粉丝活动随着时间出现或消失；在过去几十年中，互联网显著影响了人们消费和参与各种娱乐的方式，如体育。（p. 312）随着时间的推移，体育迷文化也变得更加普及于中产阶级和上层阶级，并且更加受到体育商品化的影响。（p. 318） 由于近年来参与体育赛事的成本增加，体育现场的观众群体中大多数为中产阶级。（pp. 318–319）
例如，在美国历史上，职业拳击和赛马之前比现在流行得多；篮球虽然现在仍然流行，但已经没有之前那么受欢迎，而现在美式足球人气更高，同时新的流行运动也在兴起（例如赛车）。（p. 312）
各种体育项目的成败与多种因素密切相关，例如民族主義、全球化以及体育组织的资源运作和活动。（pp. 314–316）
学者们自1980以来就开始研究体育迷文化。（p. 972）

### 特性

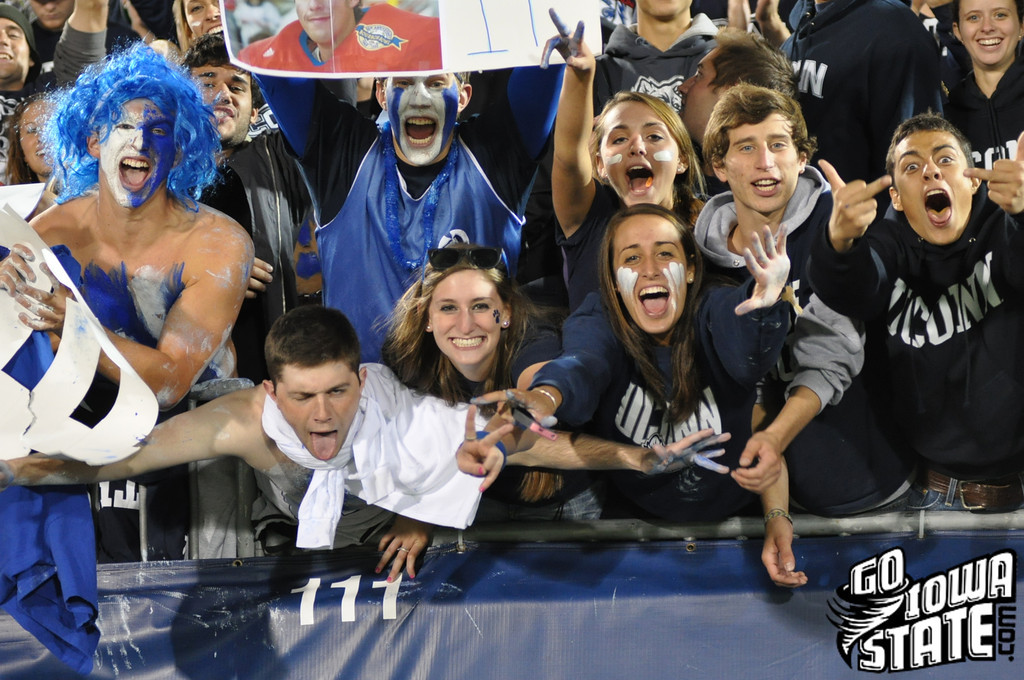
2011年康涅狄格大学哈士奇队 与爱荷华州飓风队比赛中的大学美式橄榄球比赛支持者.

不同国家的体育迷文化可能差异很大。（p. 312, 315）最常见的体育迷通常支持如足球、棒球和篮球等的团队运动，不过像职业拳击、网球、赛车或自行车运动等的个人运动也拥有相当大的粉丝群体。（p. 313, 316）有些体育迷文化主要是地域性的，因为有些运动在某些地区可能非常受欢迎，而在其他地区则几乎无人知道；例如美国的美式足球、加拿大的冰球和英国联邦国家的板球就是这种地域性的体育迷文化。（p. 313）在2010，已经识别出超过8,000种不同的体育项目，每一种项目几乎都有自己独特的粉丝群体。 （p. 967）
体育迷文化通常被认为与需要较高身体素质的活动相关；然而，当考虑到相关的爱好时，这一界限可能会变得模糊，比如保龄球、扑克或国际象棋，（p. 313）或更近年来出现的夢幻總教頭（pp. 318–320）和电子竞技。
体育迷文化越来越受到体育商业化和商品化的影响，许多产品是专门为体育迷设计的，从商品（如运动主题的服饰、纪念品等）到服务（如体育酒吧、运动主题婚礼等）。（p. 318）（pp. 969–971）

### 体育粉丝

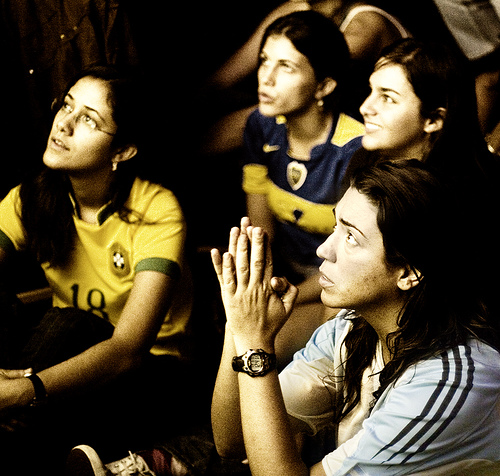
2006年国际足联世界杯阿根廷与德国比赛的足球迷在酒吧观看比赛。

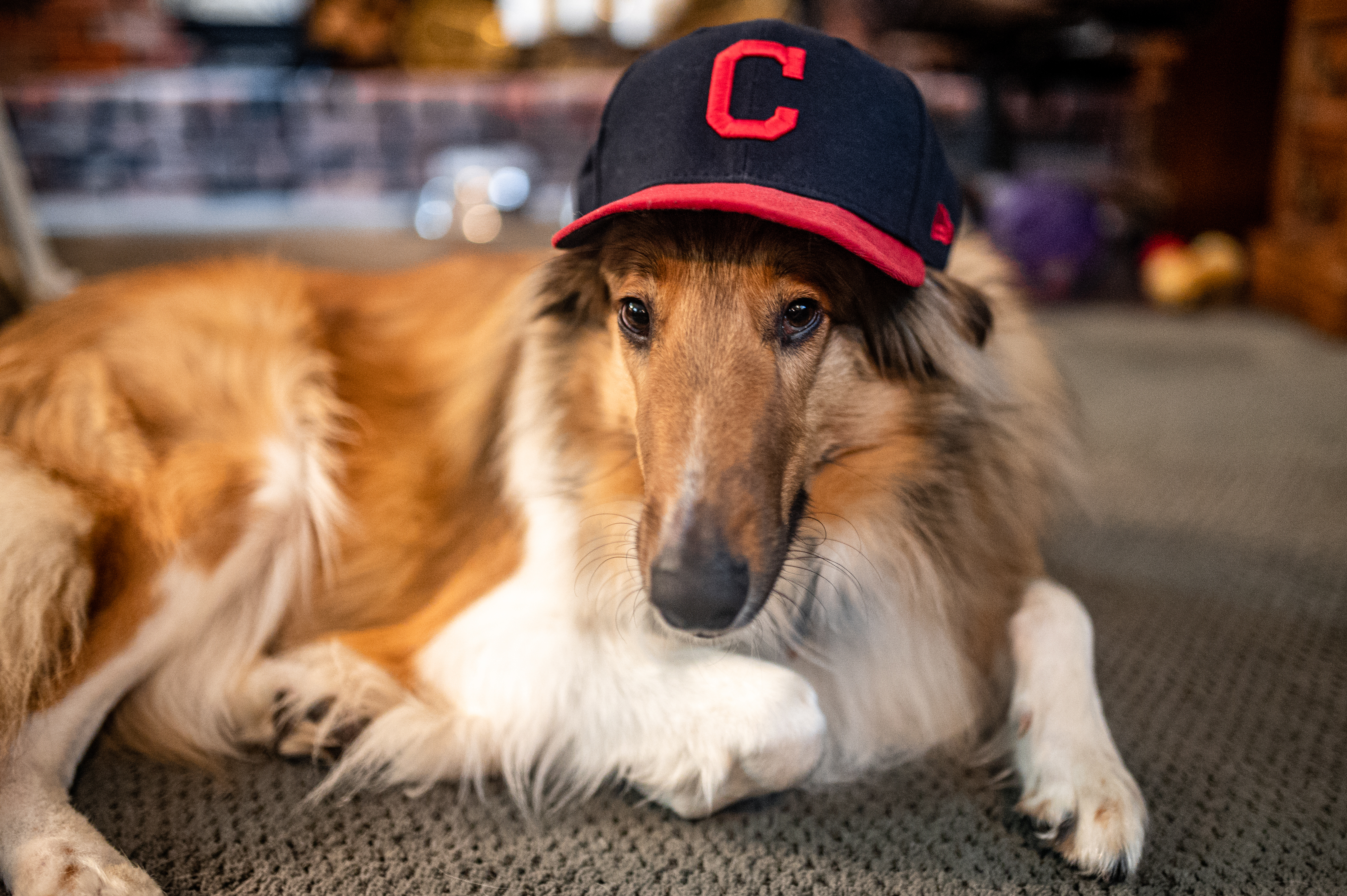
一些体育迷会为他们的宠物穿上球队服饰，比如这只戴着克里夫兰守护者队帽子的狗。

体育粉丝（也叫支持者（p. 312） ）可以是某个运动员、队伍、运动项目，或整个有组织的体育活动的爱好者。体育迷通常会在体育场、体育酒吧，或者在家中收看比赛，并通过报纸、网站和社交媒体关注相关新闻。大多数粉丝对自己喜欢的队伍和球员有强烈的情感依恋和欣赏；而对整个体育类型的广泛依恋和欣赏则较为少见。（p. 313）体育迷的心态通常是，他们会代入自己喜欢的球员或团队来感受比赛或活动。
体育迷与其他类型活动的粉丝（例如各种媒体的粉丝）之间的一个区别是，体育迷更关注胜负以及结果的不确定性。（p. 313）
许多粉丝会与其他粉丝一起参加面对面的活动，大多数粉丝可以被视为“想象的社区”的一部分，认为自己是体育迷。（p. 313）体育迷的爱好兴趣对他们的生活的重要性各不相同。（p. 317）一个人即使从未亲自参加过某项运动，（实际上大多数体育迷并不会亲自参与自己喜欢的运动）、没有亲自观看过职业体育赛事，或没有与其他体育迷建立联系，也仍然可以称自己为体育迷。（p. 313）体育迷最常做的活动是看电视上的体育赛事。（p. 313）最忠实的体育迷通常对自己喜欢的运动有广泛的了解，甚至可以在体育评述员或体育作家等领域发展职业生涯，或者参与体育管理团队的工作-无论是专业性的还是通过动员活动来改变（或防止改变）球队所有权。（pp. 313, 317, 320）
学者们创建了许多不同的且有时互相矛盾的体育迷类型。（pp. 968–969）
大多数体育迷是男性。（p. 313）工人阶级成员更倾向于支持流行的体育项目，而中产阶级和上层阶级成员则更倾向于支持不太流行的项目。（p. 317）
一些体育迷会参与体育暴力行为（如体育骚乱或足球流氓行为）。（pp. 320-321）